# Jeorjos Tusas
Jeorjos Tusas, gr. Γεώργιος Τούσσας (ur. 8 września 1954 w Koiladzie w prefekturze Larisa) – grecki polityk, poseł do Parlamentu Europejskiego VI i VII kadencji.

## Życiorys
W 1992 uzyskał tytuł zawodowy inżyniera mechanika marynarki handlowej z wyróżnieniem. Pracował w marynarce handlowej, od 1997 do 2004 był przewodniczącym krajowego stowarzyszenia inżynierów tej branży. Należy do komitetu centralnego Komunistycznej Partii Grecji.
Do PE został wybrany po raz pierwszy w 2004. W 2009 z powodzeniem ubiegał się o reelekcję. Przystąpił do grupy GUE/NGL, a także do Komisji Transportu i Turystyki.